# Village étrusque de Monte Castello
Le Village étrusque de Monte Castello était situé sur la colline de Monte Castello à 228 m d'altitude, près du village de Procchio (it), une station balnéaire de la commune de Marciana sur l'île d'Elbe en Toscane.

## Caractéristique
Cet oppidum de l'époque étrusque, qui, comme les autres colonies étrusques de l'île contrôlaient l'ancien commerce du fer, était situé dans une position stratégique sur une colline entre la mer de Ligurie au nord et la Mer Tyrrhénienne au sud. 
Il s'agissait d'une muraille de plan rectangulaire (30 × 60 m), constitué de blocs de pierre locale superposés. Le village, qui a fait l'objet d'une campagne de fouilles en 197, a été habité depuis la première moitié du IVe siècle av. J.-C. jusqu'à environ 250 av. J.-C., période à laquelle est datée la conquête romaine de l'île d'Elbe. Parmi les matériaux archéologiques récupérés, aujourd'hui conservés au Musée archéologique de Marciana (it), une précieuse tête votive en terre cuite apparaît avec des kylix de l'« Atelier des petites estampilles », des skyphos du groupe Ferrara T 585, des assiettes de type Genucilia, des jarres contenant du grain, des amphores étrusques et gréco-italiques, des poids de métier à tisser pyramidaux tronqués, des fuseaux et des bobines pour le tissage. La présence d'un parquet en opus signinum est notable. 

## Galerie

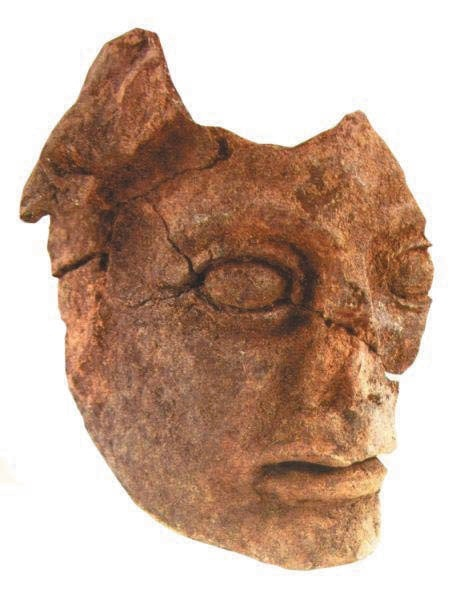
Tête en terre cuite.
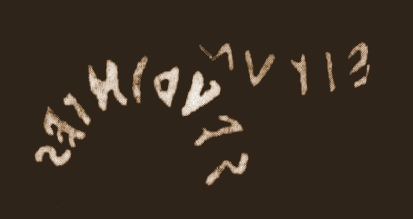
Graffitis étrusques.